# 贝克海姆
贝克海姆是德国巴登-符腾堡州的一个市镇。总面积25.02平方公里，总人口2695人，其中男性1351人，女性1344人（2011年12月31日），人口密度108人/平方公里。